# Mons Hadley

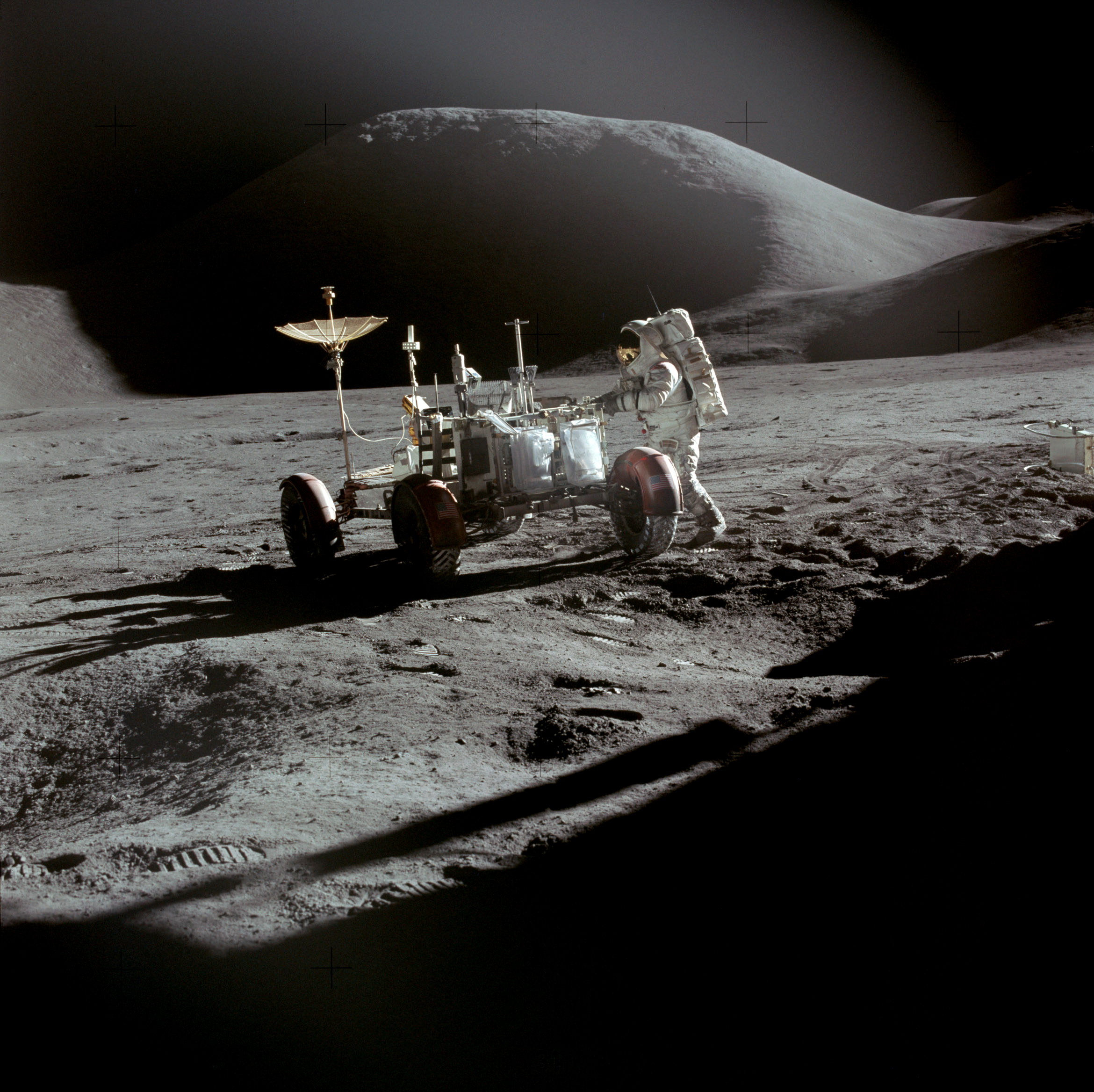
James Irwin s vozítkem LRV z mise Apollo 15, Mons Hadley je v pozadí.

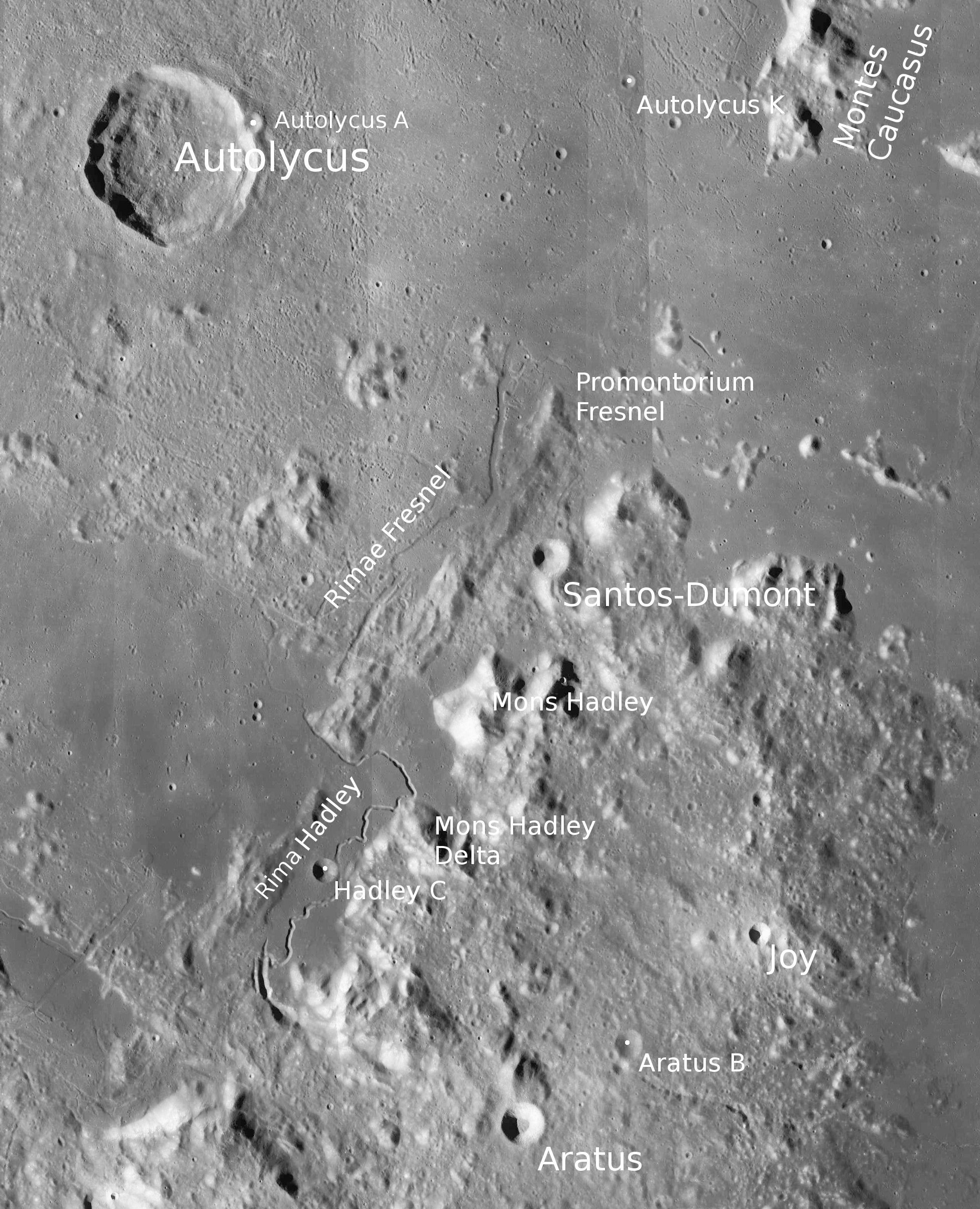
Poloha hory Mons Hadley.

Mons Hadley je horský masiv v severní části pohoří Montes Apenninus (Apeniny) jihovýchodně od Palus Putredinis (Bažina hniloby) na přivrácené straně Měsíce. Dosahuje výšky 4,6 km a leží na ploše o průměru cca 25 km, střední selenografické souřadnice jsou 26,7° S a 4,1° V.
Hora nese jméno anglického matematika Johna Hadleye.
Jihozápadně se klikatí na úpatí Apenin brázda Rima Hadley, severozápadně se vinou brázdy Rimae Fresnel. Severoseverovýchodně se nachází malý kráter Santos-Dumont, za ním se nalézá mys Promontorium Fresnel. Jižně leží kráter Aratus. Jihozápadně se tyčí menší vrchol hory Mons Hadley Delta (δ) vysoké 3,5 km.

## Expedice
Jihozápadně od masivu (na úpatí Mons Hadley Delta) je místo přistání americké vesmírné mise Apollo 15 ve složení James Irwin a David Scott (1971). Třetí astronaut Alfred Worden zůstal na oběžné dráze Měsíce.

## Název
Horský masiv je pojmenován podle anglického konstruktéra a stavitele astronomických přístrojů Johna Hadleyho.

## Satelitní krátery
V okolí hory se nachází několik menších kráterů. Ty byly označeny podle zavedených zvyklostí jménem hlavního kráteru a velkým písmenem abecedy.
| Hadley | Sel. šířka | Sel. délka | Průměr |
| ------ | ---------- | ---------- | ------ |
| C      | 25,5° S    | 2,8° V     | 6 km   |